# Pittsburg, California
Pittsburg este un oraș cu 61.500 de locuitori din statul federal California SUA, el fiind un oraș mult mai mic ca și Pittsburgh, Pennsylvania.
1. ↑  Recensământul Statelor Unite ale Americii din 2010, accesat în 9 iulie 2020